# Charles Henry Driver
Charles Henry Driver (* 23. März 1832 in London; † 27. Oktober 1900 ebenda) war ein englischer Architekt des viktorianischen Zeitalters, bekannt für seine Pionierarbeit im Bereich der dekorativen Eisenkonstruktionen. Er arbeitete an zahlreichen Infrastrukturprojekten, darunter Bahnhöfe, Brücken und öffentliche Gebäude, und war ein führender Experte für die Gestaltung von Pumpstationen und Stadtmöblierung.

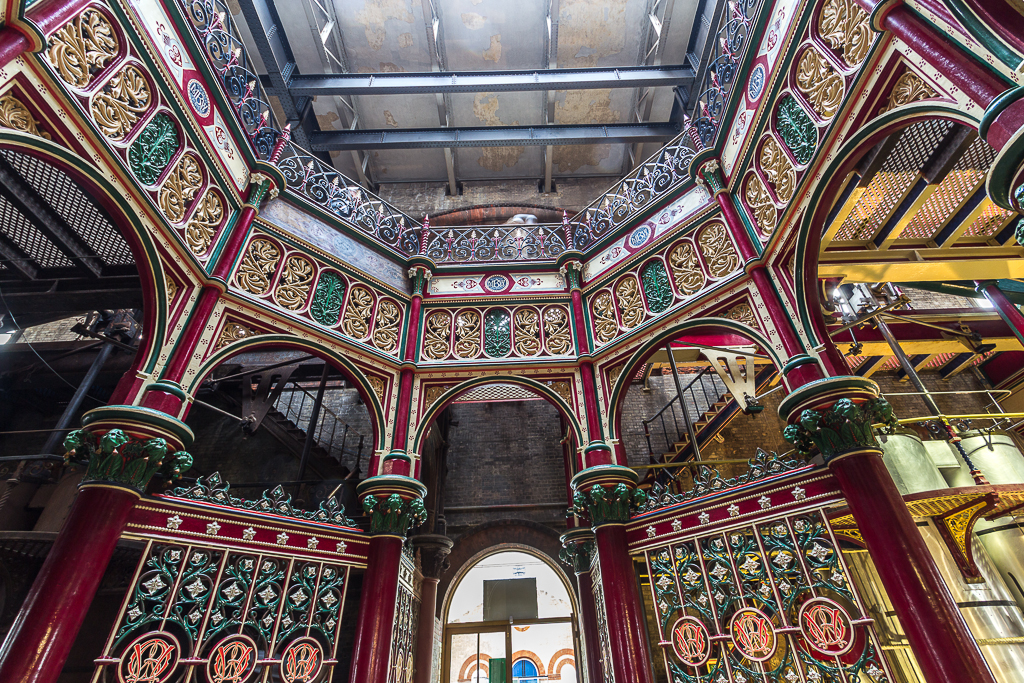
Innenansicht Crossness Pumping Station (Design: Charles Henry)

## Leben und Werk
Charles Henry Driver war der Sohn von Frederick Driver, einem Angestellten in einem Versicherungsbüro, und dessen Frau Frances. Driver absolvierte zunächst eine Ausbildung im Bauwesen und begann seine Karriere als Zeichner im Büro von Frank Foster, dem Ingenieur der Londoner Abwasserkommission. Ab 1852 arbeitete er für Liddell und Gordon und entwarf Brücken und Bahnhöfe für die Leicester-und-Hitchin-Bahn. Ab 1858 (nach anderen Angaben von 1860 bis 1863) war Driver im Büro von Robert Jacomb-Hood (1822–1900), dem Chefingenieur der London, Brighton and South Coast Railway (LB&SCR), tätig und entwarf den Haupteingang und den Fahrkartenschalter des Bahnhofs Portsmouth and Southsea sowie die Sichtschutzwand zum Lokschuppen über den Kopfbahnsteigen des Bahnhofs London Bridge. Er war maßgeblich an der Umgestaltung der London Bridge Station beteiligt, insbesondere bei der Erweiterung 1862 mit dekorativen Eisenbögen, die mit farbigen Ziegelmustern und aufwändigen Steinmetzarbeiten verziert waren – eine damals ungewöhnliche Detailverliebtheit für Eisenkonstruktionen.

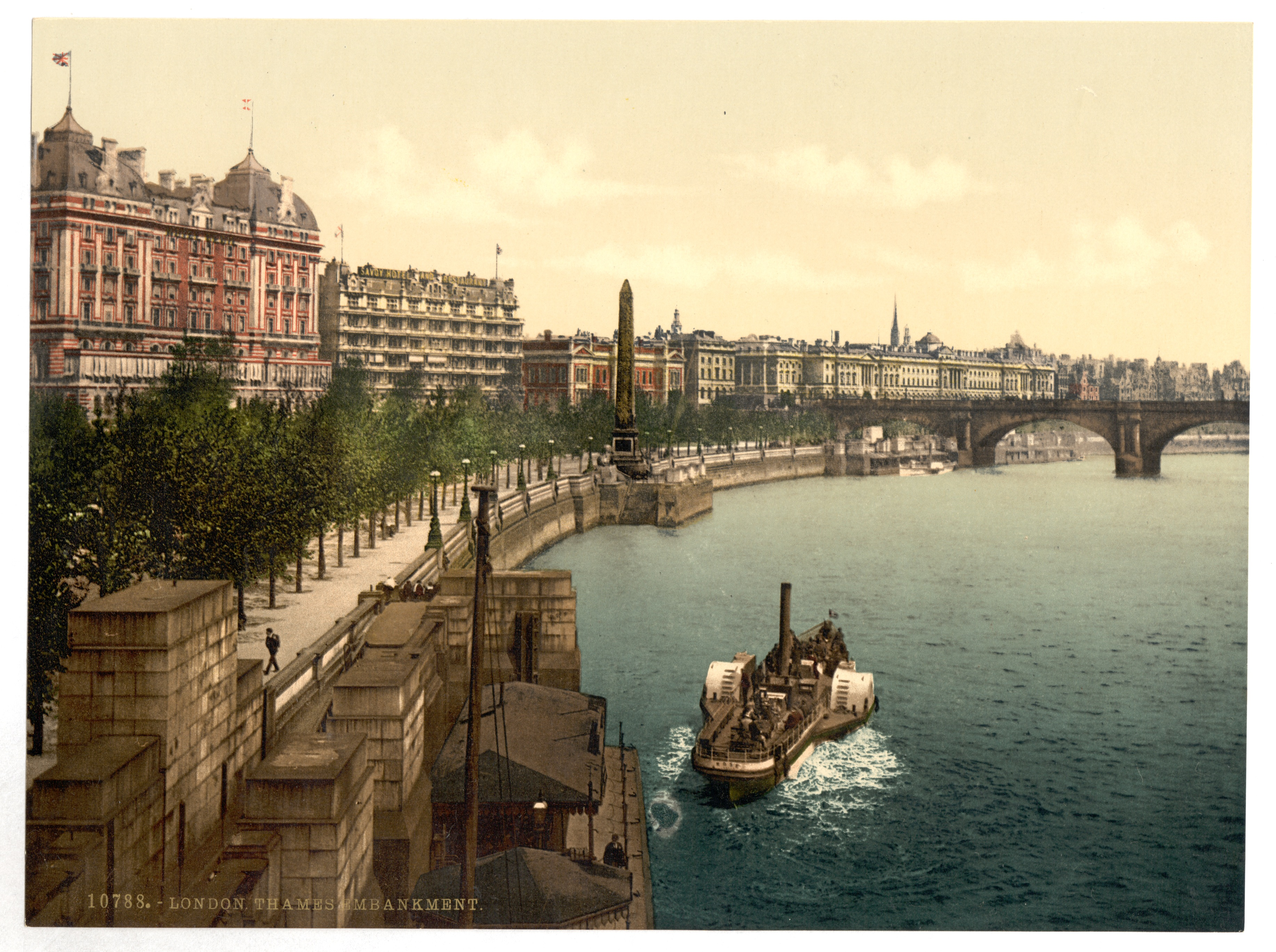
Thames Embankment (ca. 1890–1900, Architekt: Charles Henry Driver)

1864 begann seine Zusammenarbeit mit Sir Joseph Bazalgette, Chefingenieur des Metropolitan Board of Works, für den er die architektonische Gestaltung des Thames Embankment einschließlich der Landungsbrücken, des Ziermauerwerks am Ufer und des gusseisernen Stadtmobiliars sowie der Pumpstationen Abbey Mills und Crossness übernahm. 

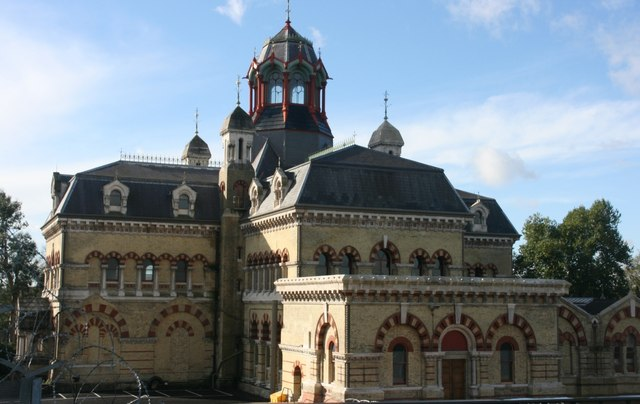
Abbey Mills Pumping Station

Diese Projekte waren entscheidend für die Verbesserung der Londoner Abwasserinfrastruktur und halfen, Cholera-Epidemien einzudämmen. 

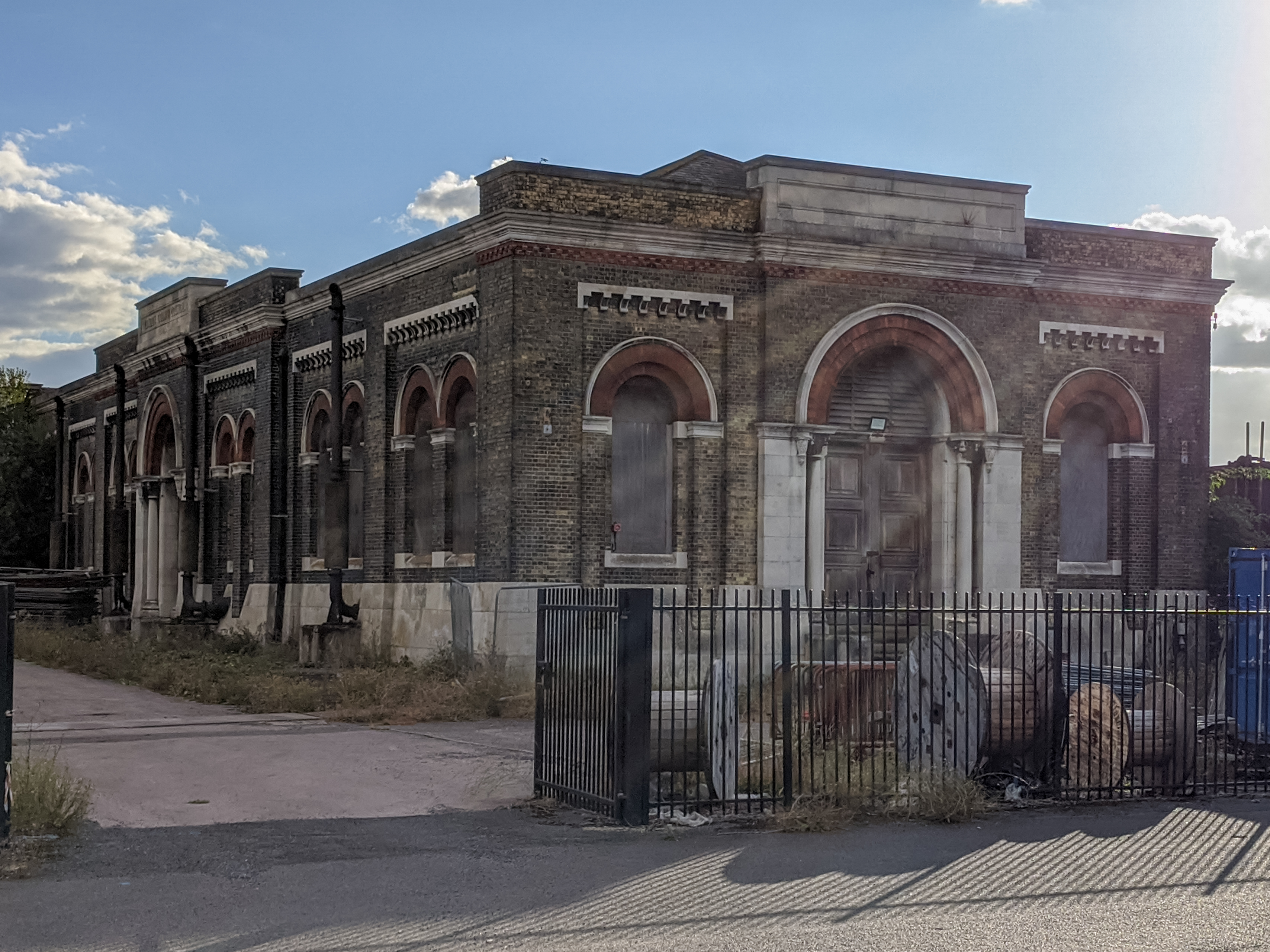
Crossness Pumping Station

Besonders hervorzuheben bei den Pumpstationen, vor allem der Crossness Pumping Station, sind die spektakulären dekorativen Elemente aus Gusseisen, die von Charles Henry Driver entworfen wurden. Die Pumpstation, gebaut zwischen 1859 und 1865, gilt als Meisterwerk viktorianischer Ingenieurskunst und wird als „Kathedrale aus Eisen“, häufig auch als „Kathedrale des Abwassers“ oder „Kathedrale im Sumpf“ bezeichnet. Charakteristisch sind die kunstvollen, byzantinisch inspirierten Eisenornamente, die farbigen Ziegel und die aufwändig gestalteten Fliesen, die technische Funktionalität mit ästhetischem Anspruch verbinden.
Die Crossness Pumping Station beherbergte vier riesige dampfbetriebene Beam Engines, die mit ihren 52-Tonnen-Schwungrädern und 47-Tonnen-Balken zu den größten ihrer Art weltweit zählen. Das Innere der Pumpstation ist mit vielfarbigen Bemalungen und dekorativen Details wie Blütenblättern versehen, die das industrielle Bauwerk zu einem architektonischen Einzelstück machen.
Weitere herausragende Elemente waren die imposante 208 Fuß hohe, gestreifte Schornsteinanlage im italienischen Stil, das kreuzförmige Gebäude mit an normannische Kathedralen erinnernden Türöffnungen und geschnitzten Kapitellen sowie die Kombination von technischen Anlagen mit künstlerischem Design. Die Pumpstation war nicht nur funktional, sondern auch ein Symbol für den Fortschritt und die Eleganz der viktorianischen Ingenieurskunst.

Von 1869 bis 1873 entwarf Driver das Aquarium und die Orangerie des Crystal Palace und ließ Reparaturen an den Wassertürmen durchführen. Das Aquarium war ein langes, schmales Gebäude mit einer Reihe von Wassertanks, die zwischen 341 und 18.184 Litern fassten. Unter der Hauptgalerie befand sich der 590.991 Liter fassende Vorratstank mit Meerwasser, das zwecks Belüftung durch Dampfpumpen ständig umgewälzt wurde. In einem Bericht in der Zeitschrift Building News von 1871 wurde es als das erste zufriedenstellende öffentliche Aquarium auf den britischen Inseln bezeichnet und war für kurze Zeit das größte seiner Art. 

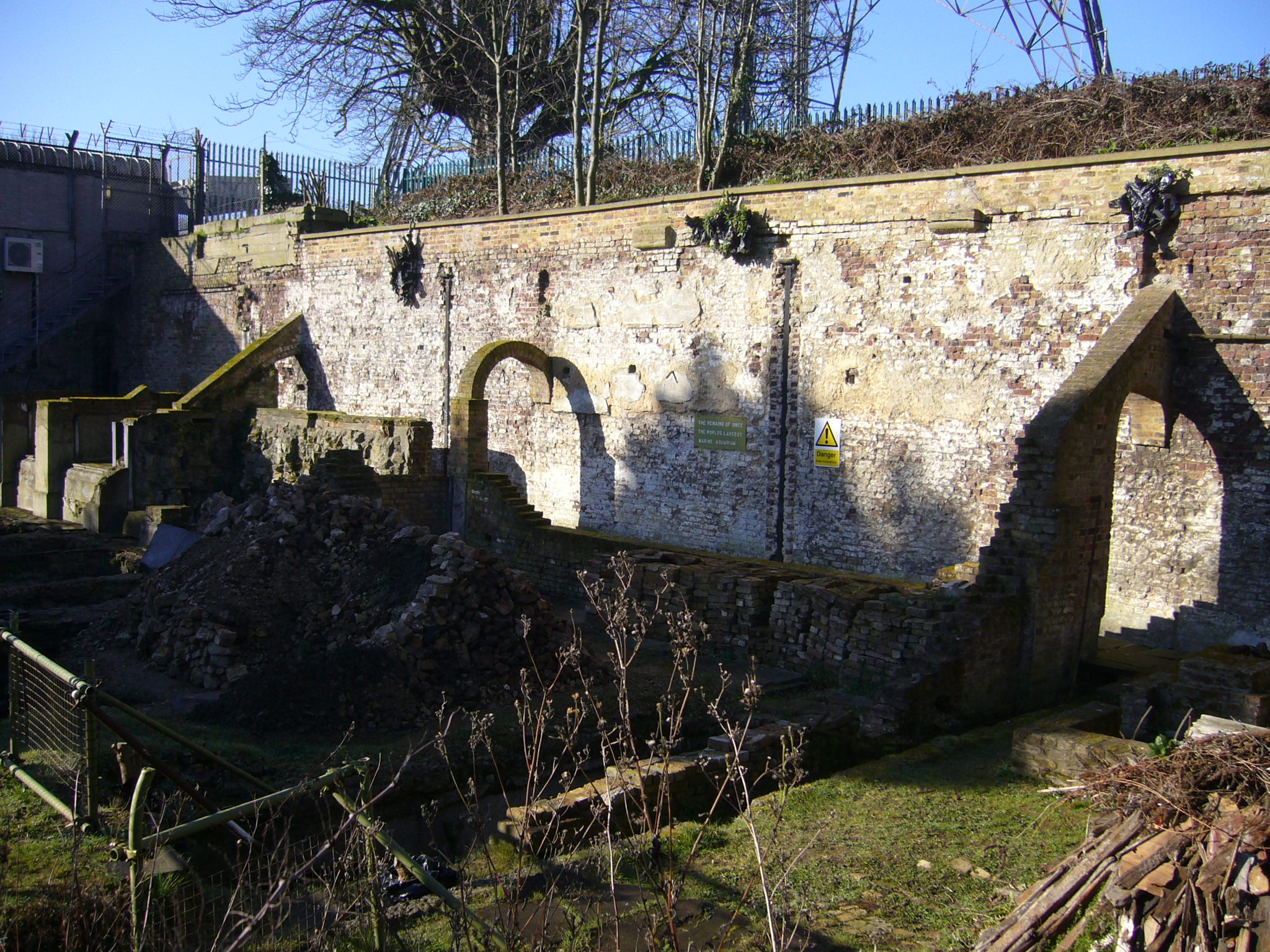
Die Überreste des Crystal Palace Aquariums (Architekt: Charles Henry Driver)

Aufgrund des Erfolgs des Crystal Palace Aquariums erhielt er 1872 den Auftrag, ein permanentes Aquarium in Wien zu entwerfen.

Zwischen 1873 und 1892 arbeitete er mit James Brunlees und Alexander McKerrow an Brücken und Bahnhöfen, darunter King’s Lynn Bridge und Clifton Station. Er war auch an der Gestaltung von Piers in Llandudno, Nizza und Southend-on-Sea beteiligt.

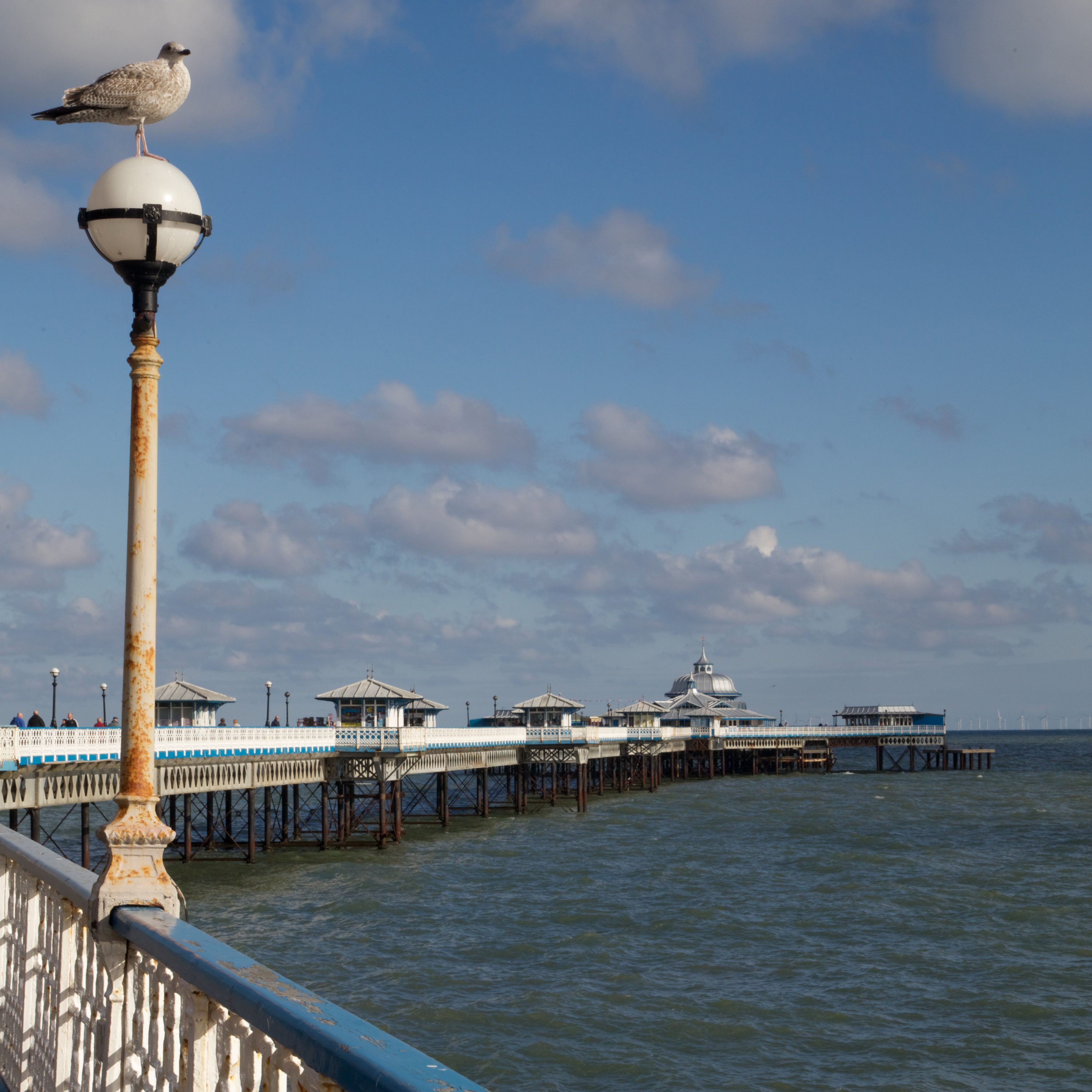
Llandudno Pier (Design: Charles Henry Driver)

Von 1882 bis 1894 unterstützte er Douglas Fox und Francis Fox bei der Planung von Bahnhöfen auf der West Lancashire Railway und der Cheshire Lines Extension. Driver war auch an Projekten in Südamerika beteiligt. Zwischen 1868 und 1870 arbeitete er mit Edward Woods an Entwürfen für Bahnhöfe der Boca- und Ensenada-Eisenbahn und den Mercado Central de Santiago. Der Mercado Central de Santiago war von oben beleuchtet und mit filigranen gusseisernen Paneelen ausgestattet. Driver war Architekt des Hauptbahnhofs und anderer Bahnhöfe der britischen São Paulo Railway Company in Brasilien. 

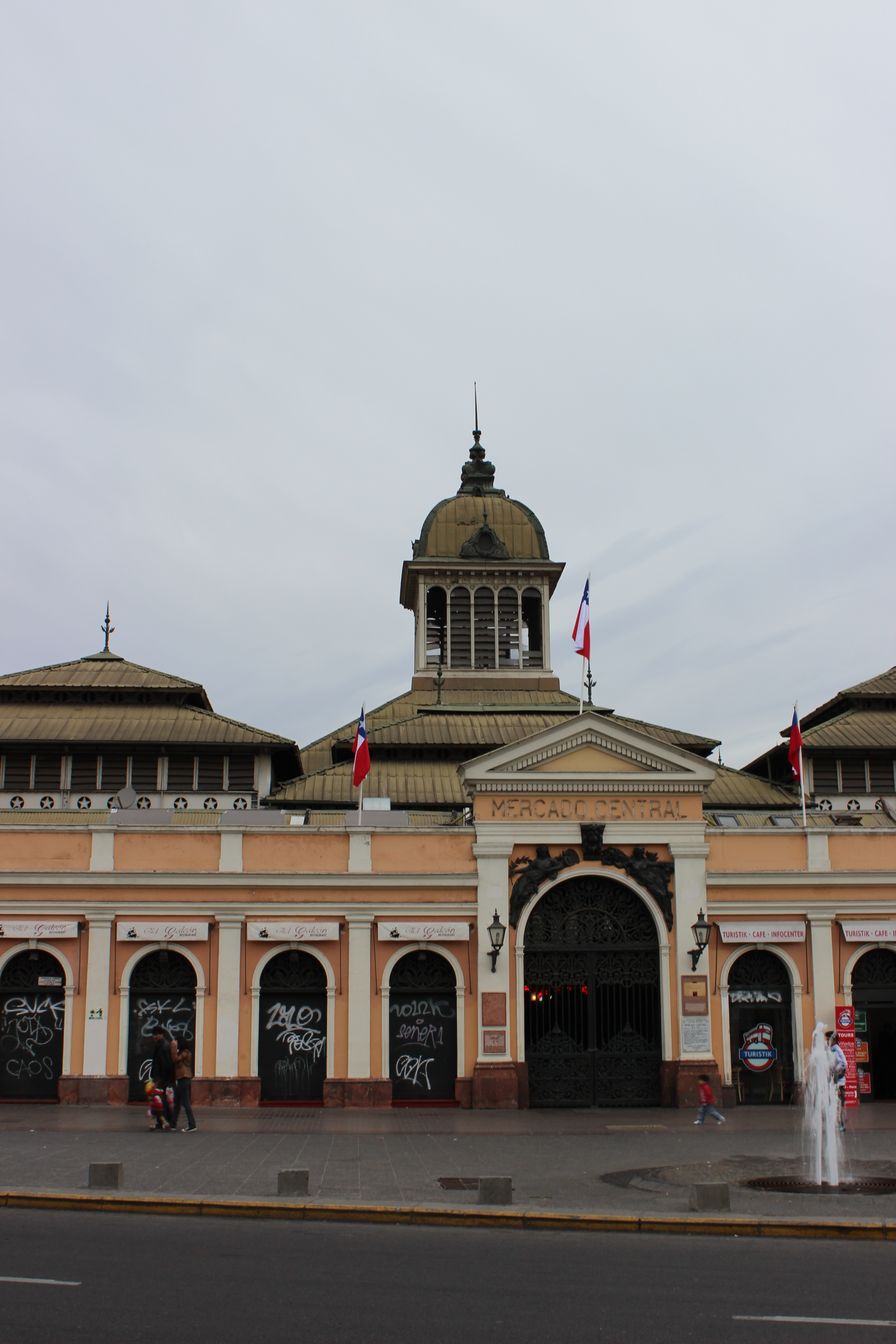
Mercado Central de Santiago (Architekten Charles Henry Driver und Edward Woods)

Ab 1895 arbeitete Charles Henry Driver an der 1901 fertiggestellten Estação da Luz in Sao Paulo. Beim Bau wurden vorgefertigte Eisenteile verwendet. Die Fertigstellung erlebte Driver jedoch nicht mehr, denn er verstarb am 27. Oktober 1900 im Alter von 68 Jahren.
Driver war Mitglied des Royal Institute of British Architects und Freimaurer. Sein Sohn Charles Henry Driver (1863–1925) war ebenfalls Architekt.

## Stil und Arbeitsweise
Driver war eine anerkannte Autorität auf dem Gebiet des ornamentalen Eisengusses. Er arbeitete häufig mit den von Walter Macfarlane gegründeten Saracen-Werken in Glasgow, einem der größten britischen Hersteller von architektonischen Eisenwaren, zusammen und entwarf viele dieser Komponenten selbst. Dafür erstellte er Zeichnungen in Originalgröße und legte Wert auf eine aktive Zusammenarbeit mit den Gießern und Kenntnisse des Gießverfahrens und der Materialeigenschaften. Driver nutzte die Möglichkeit des Eisengusses, Ornamente mechanisch zu reproduzieren, und war der Meinung, dass auch die Öffentlichkeit davon profitieren sollte.
  

Drivers Werk weist klassizistische und gotische Einflüsse auf. Im Laufe der Zeit wurden eine kräftige, überdimensionale Blattschnitzerei und Polychromie mit breiten Streifen und Bändern sein Markenzeichen. Eine der von ihm entworfenen gusseisernen Säulen, die mit geschwungenen, naturalistischen Blättern verziert ist und ursprünglich am Bahnhof Dorking North stand, ist heute im Victoria and Albert Museum in London ausgestellt. 

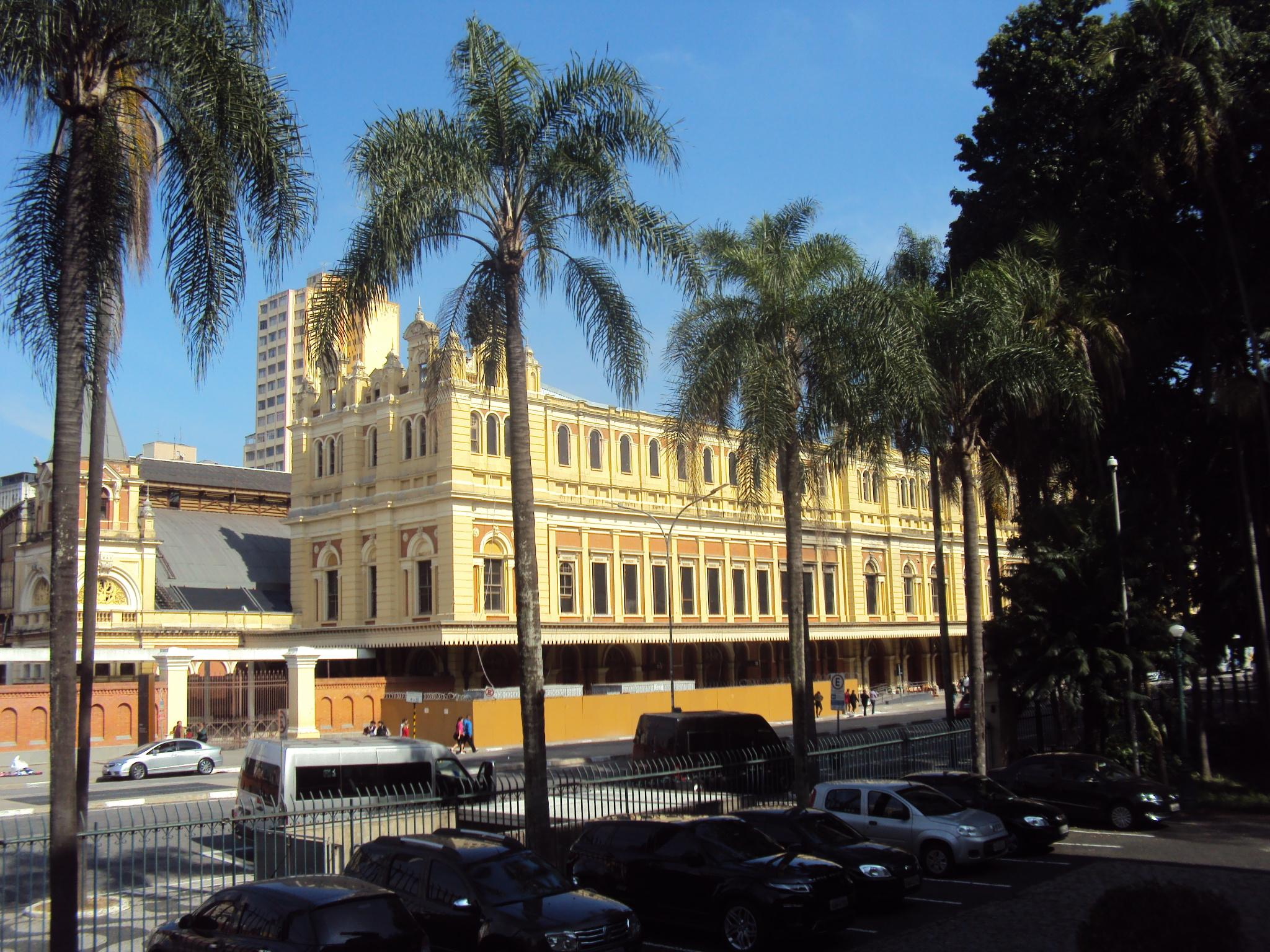
Estação da Luz in Sao Paulo